# クビアカツヤカミキリ
クビアカツヤカミキリ（首赤艶天牛、学名：Aromia bungii）は、コウチュウ目カミキリムシ科に分類される昆虫の一種。別名クロジャコウカミキリ（黒麝香天牛）とも呼ばれることもある。サクラやモモの木を食害する害虫であり、日本では2018年（平成30年）1月に環境省により特定外来生物に指定された（「食害」で詳述）。

## 分布
中国（亜寒帯〜亜熱帯）、モンゴル、ロシア極東部、朝鮮半島、ベトナム北部に分布する。イタリアや日本（栃木県、群馬県、埼玉県、東京都、愛知県、大阪府、徳島県）に外来種として移入・定着している。

## 特徴
体長22 - 38mm。体全体は光沢のある黒色で赤色の前胸が目立つ。黒色の触角は体長と同等かそれ以上の長さになる。日本では2012年（平成24年）に愛知県で初めて発見されて以降、分布を拡げており、他地域でも見つかっている。
繁殖力は大変強く、1匹の雌が300 - 1000個もの卵を産む。日本では孵化して2年後の6月中旬 - 7月下旬に成虫となり、幹から脱出して交尾した後に産卵するというサイクルを経て、個体数を増やす。別名に「麝香」とつくように、成虫は芳香を分泌する。これとは別に、雄はフェロモンによって雌を誘引する。
公園や市街地の街路樹に生息し、サクラ、ウメ、モモなどのバラ科樹木に寄生する。
味は渋く、とても苦い。動物などはあまり近寄らない。

## 食害
幼虫は樹木内部を食い荒らすため、寄生された樹木が枯死することもある。特に桜の大敵とされ、大量に植樹されているソメイヨシノの被害が顕著であり、被害拡大防止の観点からサクラが伐倒される事態が相次いでいる。このことから本種が特定外来生物に指定された。埼玉県環境科学国際センターでは、サクラへ寄生するクビアカツヤカミキリ対策を広く公開している。
2019年初旬には奈良県と三重県でも確認されており、群馬県館林市は捕殺個体1匹につき50円か飲料水を贈る取り組みを始めた。これを参考に埼玉県行田市も成虫10匹を捕殺すれば500円分の商品券を配っている。また、2019同年11月には和歌山県でも確認されている。
駆除・防除には薬剤が使われるほか、産卵管を通さない0.4mmメッシュのネットも開発されている。
クビアカツヤカミキリを見つけた場合は逃がさずに捕殺するとともに、近くの環境森林事務所又は自然環境課まで連絡する。